# 早熟のアイオワ
『早熟のアイオワ』（原題：The Poker House）は2008年のアメリカ合衆国の映画。監督・脚本を行った俳優のロリ・ペティが、自身の少女期の実話を基に描いた作品。ブレイク前のジェニファー・ローレンス、クロエ・グレース・モレッツが出演し、2008年のロサンゼルス映画祭にて、ローレンスが優秀賞（Outstanding Performance）を受賞した。2009年全米公開、日本では2014年に劇場公開された。

## ストーリー
1976年、アイオワ州の小さな町。14歳のアグネスは、幼い2人の妹と"ポーカーハウス"と呼ばれる家で暮らしていた。夜になると家には、ポーカー賭博や売春目的の男たちが集まってくる。母親のサラは、恋人デュバルに言われるまま売春を繰り返し、アグネスにも売春するよう迫る。
そんな過酷な環境でも、3人の姉妹はたくましく日々を送っていた。妹のビーは新聞配達で家計を助け、末っ子のキャミーは"ポーカーハウス"の間、近所のバーでジュースを飲んでやり過ごす。バスケットボールに打ち込むアグネスは、地元新聞に掲載されるほどの腕前で、州大会への出場をかけた試合を控えていた。
ところが試合当日、アグネスは惹かれていたデュバルに突然レイプされ、処女を喪失する。シャワーで下半身を洗っているところにサラが現れ、助けを求めるが、石鹸がもったいないと見捨てられる。デュバルがアグネスを味見したことをサラに告げる中、銃を持ったアグネスが現れ、デュバルに銃を向ける。しかし娘がレイプされたと叫ぶ中、サラはデュバルを庇ったあげく、アグネスに家を出て行けと言い包丁を向ける。絶望したアグネスは銃を降ろし、試合に行ってくると言い残し家を出る。
アグネスは盗んだデュバルの車を運転し、バスケットボールの試合会場に向かう。後半戦も終わりかけ、アグネスのチームは負けていたが、自分が出れば勝てると言いアグネスは試合に加わる。アグネスはたった7分で27得点を挙げ、チームは優勝するが、車に戻ると涙を流す。そして家に帰れず外で待っていた2人の妹を車に乗せると、もう家には戻らないことを告げる。3人の姉妹は、大好きな歌を歌いながら家出の道を行く。

## キャスト
- アグネス - ジェニファー・ローレンス
- ビー - ソフィア・ベアリー
- キャミー - クロエ・グレース・モレッツ
- デュバル - ボキーム・ウッドバイン
- サラ - セルマ・ブレア
- スタイミー - デヴィッド・アラン・グリア

## 評価
レビュー・アグリゲーターのRotten Tomatoesでは8件のレビューで支持率は63%、平均点は6.20/10となった。